# Toquinho
Toquinho, pseudonimo di Antonio Pecci Filho (San Paolo, 6 luglio 1946), è un chitarrista, cantante e compositore brasiliano di origini italiane.

## Biografia

### Origini
Il nonno paterno era nativo di Toro, in Molise, e la nonna paterna era nata in Calabria; i nonni materni venivano invece da Mantova.
Da piccolo era chiamato da tutti Toninho, diminutivo di Antonio. Fu sua madre a trasformare il nomignolo nel vezzeggiativo Toquinho, dopo avergli visto accennare lievi passi di danza. L'artista crebbe nel clima musicale degli anni cinquanta in cui fiorivano le sperimentazioni del pianista Johnny Alf e dei cantanti Dick Farney e Lúcio Alves. Al loro fianco si sviluppavano i germi della bossa nova, grazie ai contributi, fra gli altri, di João Gilberto, Tom Jobim, Vinícius de Moraes, Ronaldo Bôscoli, Roberto Menescal, Carlos Lyra, Baden Powell.

### Giovinezza
Dopo avere imparato a suonare la chitarra sotto la guida del virtuoso strumentista e compositore Paulinho Nogueira, non ancora ventenne decise di intraprendere la carriera musicale dopo aver conosciuto Chico Buarque de Hollanda. A metà degli anni sessanta, Toquinho esordì come compositore scrivendo Lua Cheia e venne a contatto con l'ambiente artistico e intellettuale che si era radunato a Rio de Janeiro, e lì ebbe occasione di crescere culturalmente e musicalmente grazie alle collaborazioni con gli artisti che qualche anno prima avevano dato vita al sound innovativo. L'incontro che segnò la sua carriera avvenne nel 1969; Toquinho strinse amicizia con il poeta Vinicius de Moraes e si legò a lui in un sodalizio artistico di lunga durata.
Gli anni settanta lo videro allontanarsi dal Brasile per sfuggire alle pesanti conseguenze del colpo di Stato militare che limitava la libertà di espressione. Assieme a Chico Buarque approdò in Italia che divenne la sua seconda patria. Dopo un breve rientro nel paese natale, ritornò in Italia dove fu raggiunto da Vinicius e dove lavorò anche con Sergio Endrigo e Sergio Bardotti, oltre a registrare le popolari incisioni con il poeta brasiliano e Ornella Vanoni.

### Maturità

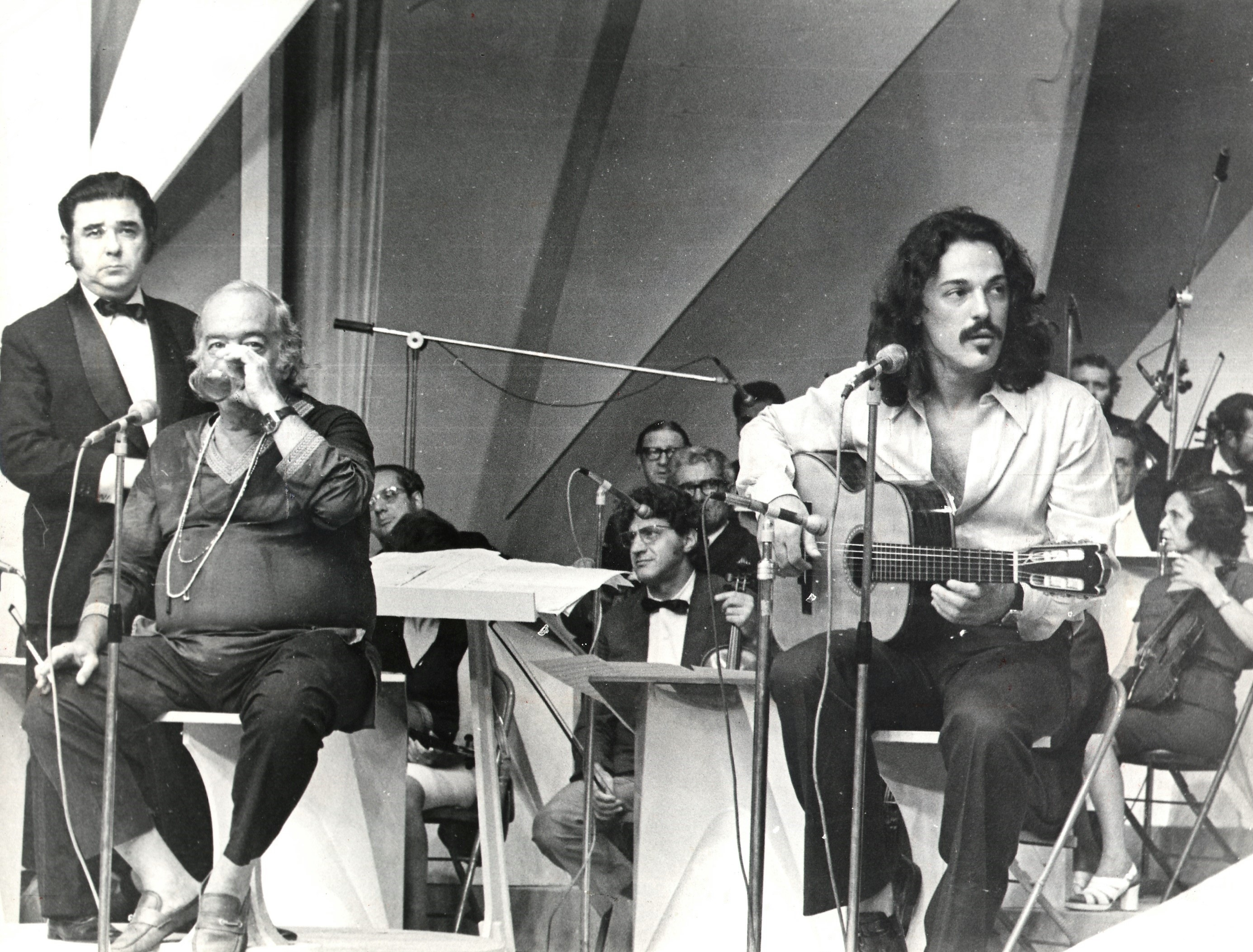
Vinicius de Moraes e Toquinho, 1973

Ha inciso sedici album con Vinícius de Moraes e altri dischi collaborando in particolare con Ornella Vanoni (La voglia, la pazzia, l'incoscienza, l'allegria).
(Toquinho)
È diventato popolare in Italia nel 1969 suonando nel disco La vita, amico, è l'arte dell'incontro, realizzato da Sergio Endrigo, Vinícius de Moraes e Giuseppe Ungaretti, e che è la sua prima incisione in Italia; l'anno successivo ha collaborato con Ennio Morricone nella realizzazione del disco Per un pugno di samba di Chico Buarque de Hollanda.
Nel 1983 ha ottenuto un notevole successo con l'album Acquarello, scritto insieme a Maurizio Fabrizio e Guido Morra e acclamato sia in Italia sia in Sudamerica dove venne pubblicato col titolo Aquarela nel quale ha inserito una cover in portoghese del brano "Tutta 'n'ata storia" di Pino Daniele.
Nel 1990 ha partecipato al Festival di Sanremo cantando in portoghese la canzone di Paola Turci Ringrazio Dio. Il titolo della canzone era Nas asas de um violão (Sulle ali di una chitarra)
È stato protagonista di due tournée con Fred Bongusto, nel 1993 in Italia e nel 1996 in Brasile; nel 2003 ha cantato in tour con Grazia Di Michele.
Nel 2025, Toquinho torna al Festival di Sanremo cantando, assieme a Gaia, La voglia, la pazzia di Ornella Vanoni.

## Discografia
- 1966 – O Violão de Toquinho
- 1969 – La vita, amico, è l'arte dell'incontro
- 1970 – Toquinho
- 1970 – Vinícius de Moraes en "La Fusa" con Maria Creuza y Toquinho
- 1971 – Como dizia o poeta...
- 1971 – Per vivere un grande amore

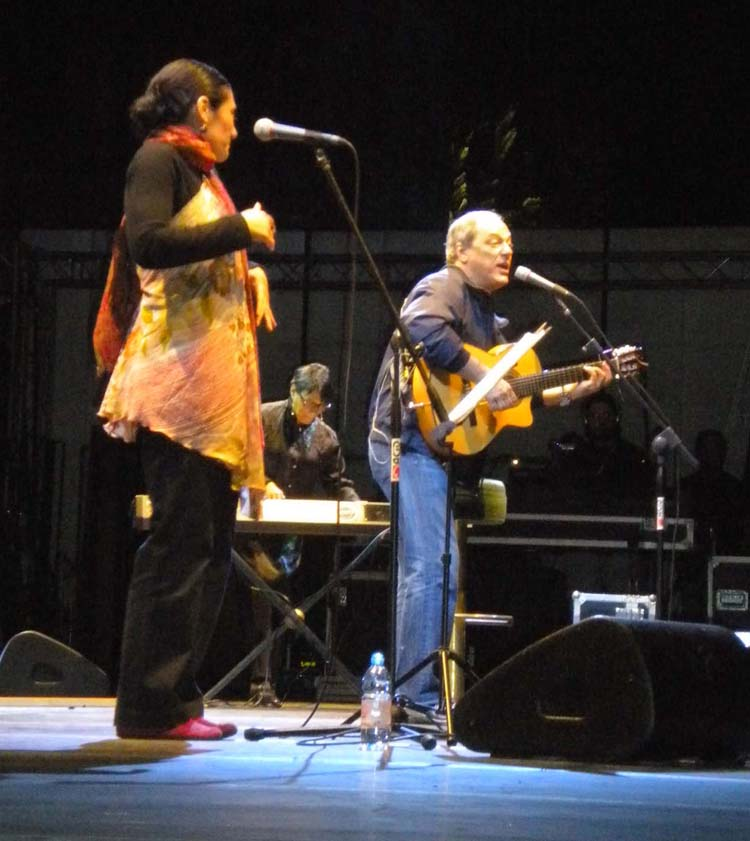
Toquinho e Badi Assad durante un concerto, a Cremona, 5 agosto 2010

- 1971 – São Demais os perigos desta vida...
- 1971 – Toquinho e Vinícius
- 1971 – Vinícius + Bethania + Toquinho en La Fusa (Mar Del Plata)
- 1972 – Vinícius Canta "Nossa filha Gabriela"
- 1973 – O Bem Amado
- 1973 – Poeta, moça e violão - Vinícius, Clara Nunes, Toquinho
- 1973 – Toquinho & Guarnieri - Botequim
- 1974 – Toquinho - Boca da Noite
- 1974 – Toquinho, Vinícius e Amigos
- 1974 – Fogo sobre terra
- 1974 – Toquinho & Vinícius (album 1974)
- 1975 – Vinícius - Toquinho
- 1975 – Toquinho e Vinícius - O Poeta e o Violão
- 1976 – La voglia, la pazzia, l'incoscienza, l'allegria
- 1976 – Toquinho - Il Brasile nella chitarra strumentale - Torino - Itália
- 1976 – Toquinho Tocando 1977
- 1977 – The Best of Vinícius & Toquinho
- 1977 – Tom, Vinícius, Toquinho, Miúcha
- 1978 – Enciclopédia da Música Brasileira - Toquinho

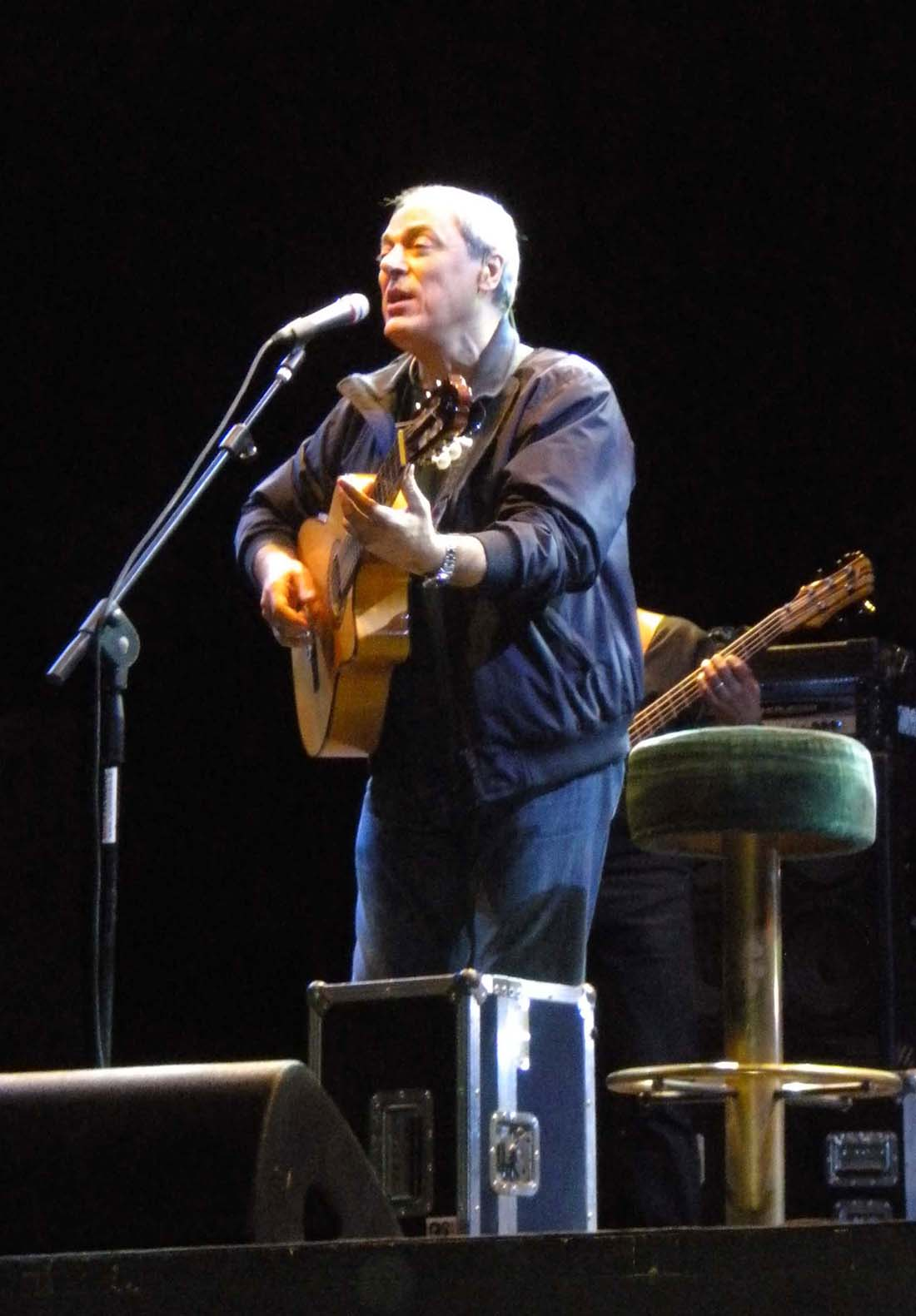
Sempre Toquinho durante lo stesso concerto di Cremona, 5 agosto 2010

- 1978 – Toquinho Cantando - Pequeno perfil de um cidadão comum
- 1979 – 10 Anni di Toquinho e Vinícius
- 1980 – Paulinho Nogueira e Toquinho - Sempre Amigos
- 1980 – Um pouco de ilusão
- 1980 – A Arca de Noé
- 1980 – A Arca de Noé - 2
- 1981 – Toquinho, la chitarra e gli amici
- 1981 – Doce vida
- 1982 – Toquinho ao vivo em Montreux
- 1983 – Toquinho - Acquarello
- 1983 – Toquinho - Acuarela
- 1983 – Toquinho - Aquarela
- 1983 – Casa de Brinquedos
- 1984 – Sonho dourado
- 1984 – Bella la vita
- 1985 – A Luz do solo
- 1986 – Coisas do coração
- 1986 – Le storie di una storia sola
- 1986 – Vamos Juntos - Live al Bravas Club '86 di Tokyo

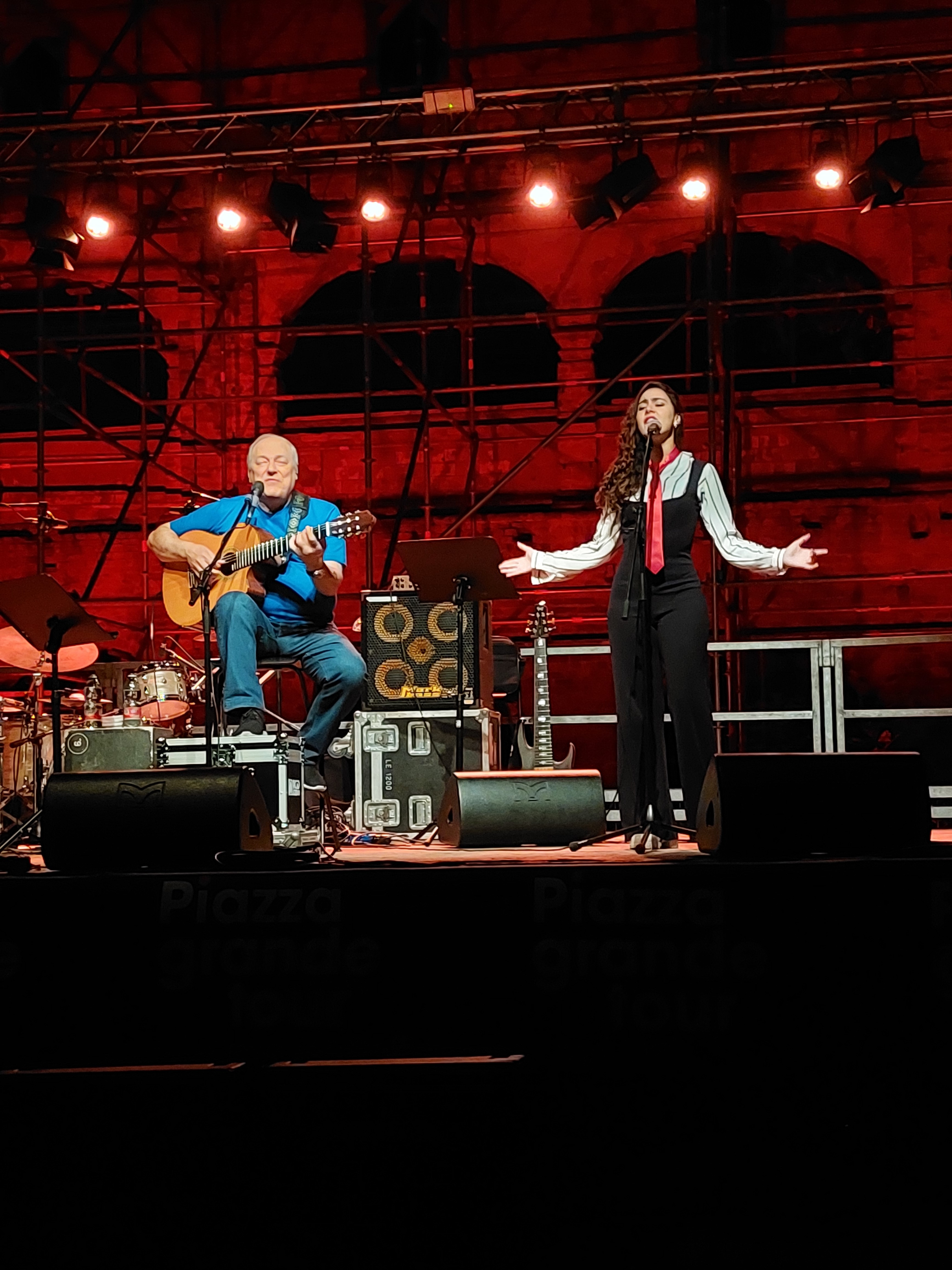
Toquinho e Camilla Faustino durante un concerto, a Piacenza, 27 luglio 2022

- 1987 – Canção de todas as crianças
- 1988 – Made in coração
- 1989 – Cantabrasil
- 1989 – Toquinho - À Sombra de um Jatobá
- 1990 – Toquinho instrumental
- 1992 – El viajero del sueño
- 1992 – Il viaggiatore del sogno
- 1992 – O Viajante do sonho
- 1993 – La vita è l'arte dell'incontro
- 1994 – Trinta anos de música
- 1996 – Toquinho e suas canções preferidas
- 1997 – Canções dos direitos da criança
- 1997 – Brasiliando
- 1999 – Toquinho - Italiano
- 1999 – Toquinho - Paulinho Nogueira
- 1999 – Vivendo Vinícius - Ao Vivo - con Baden Powell, Carlos Lyra, Miúcha e Toquinho
- 1999 – Sinal Aberto - Toquinho e Paulinho da Viola
- 2001 – Coleção Toquinho e Orquestra
- 2001 – Canciones de los derechos de los niños

- 2001 – DVD - Toquinho

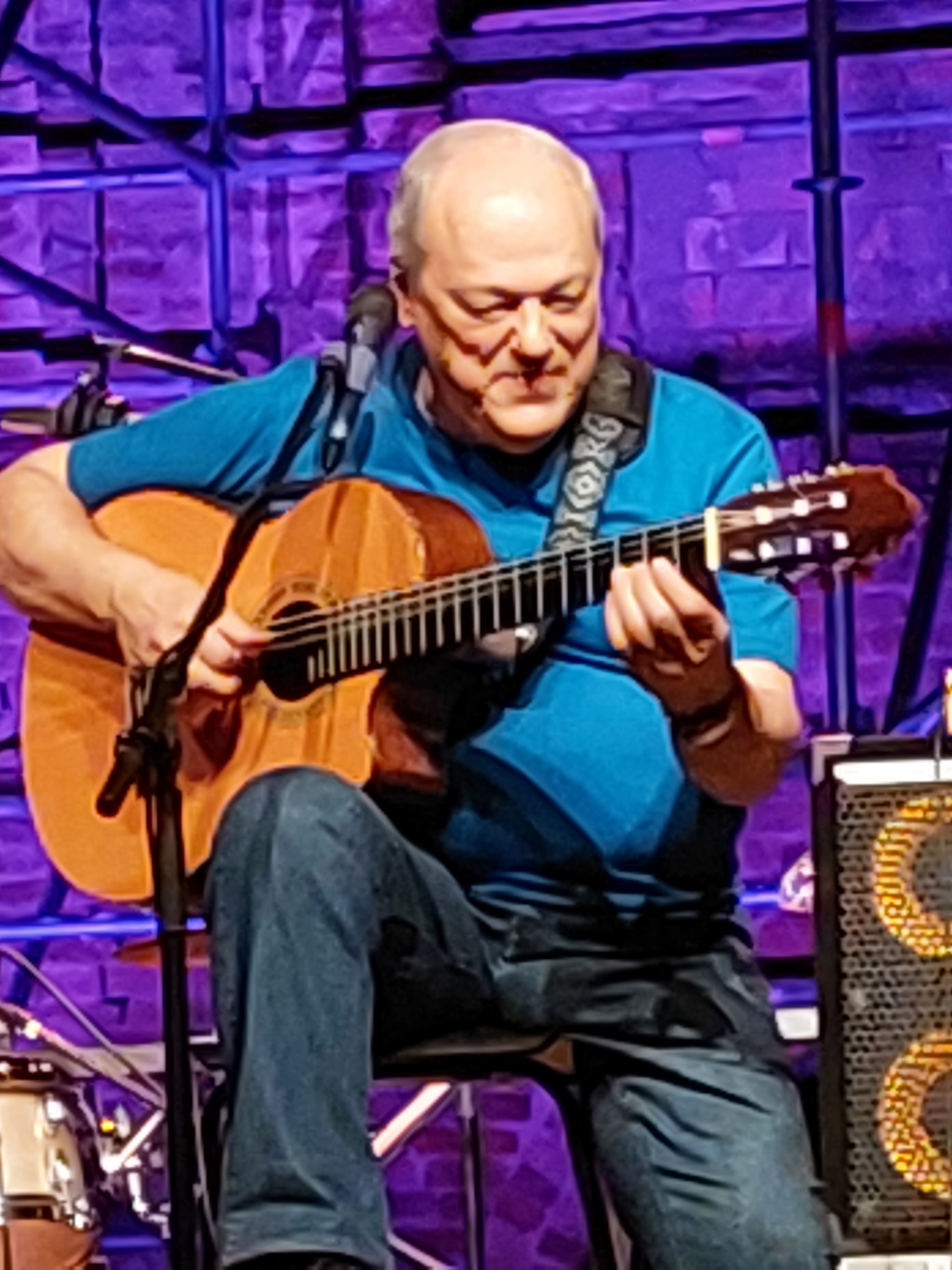
Sempre Toquinho durante lo stesso concerto di Piacenza, 27 luglio 2022

- 2002 – Toquinho - Amigos e canções
- 2002 – Herdeiros do Futuro - con Projeto Guri
- 2002 – Ensinando a Viver
- 2002 – Toquinho e Orquestra Jazz Sinfônica
- 2003 – Só tenho tempo pra ser feliz
- 2003 – Toquinho - Le canzoni della mia vita
- 2004 – Toquinho - Bossa Nova Forever
- 2004 – DVD Toquinho - Tributo alla Bossa Nova
- 2005 – CD / DVD - Toquinho no mundo da criança
- 2005 – DVD - Só tenho tempo pra ser feliz - Dal vivo
- 2005 – Mosaico
- 2005 – Passatempo - Retrato de uma época
- 2007 – DVD - Passatempo - Retrato de uma época

## Premi e riconoscimenti
- 2022: Premio Internazionale Cicognini[8][9]

## Bibliografia

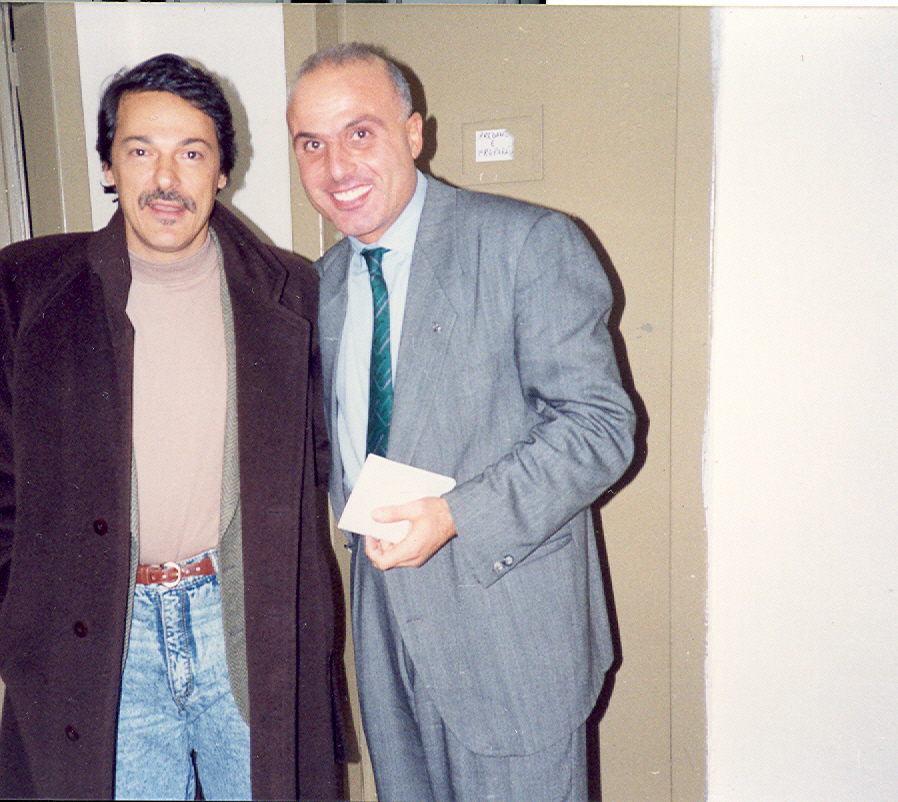
Toquinho e Gildo De Stefano.